# Herbert Baglione
Herbert Baglione (* 1977 in São Paulo, Brasilien) ist ein international bekannter Graffiti-Künstler, der unter anderem auch in Deutschland an Projekten und Ausstellungen teilgenommen hat. Erste Graffiti Arbeiten von ihm im öffentlichen Raum gab es ab 1992. Er lebt und arbeitet in São Paulo.
Seine Werke sind in Kunstsammlungen vertreten, unter anderem in der Sammlung Reinking.

## Werk
Baglione ist vor allem für seine ausdrucksstarken, vereinfachten Straßenbilder bekannt. Oft auch auf Dächern und Straßenoberflächen platziert und können somit in ihrer Gesamtheit meist nur aus der Luft betrachtet werden. Seine Bilder zeigen Adipositas und schmerzhafte Abmagerung – Extreme menschlicher Form, vereinfachte dramatische und ikonische menschliche Symbole, aufs Äußerste gestreckt und abgerundet. Sie veranschaulichen sein Interesse an Extremen und menschlicher Unvollkommenheit. Die Ästhetik und Bildsprache verändert und entwickelt Baglione ständig weiter, wobei er sein figürliches Thema jedoch beibehält. Er arbeitet fast ausschließlich mit einer monotonen Farbpalette von Schwarz-, Weiß- und Goldtönen. Hin und wieder weisen Bagliones Arbeiten stark minimalistische, simplifizierende Tendenzen auf, die jedoch mit kalligraphischen Elementen und seinem raffinierten, klar erkennbaren Stil einhergehen.

„Es ist am wichtigsten für einen Künstler, dass er im Betrachter das Verlangen und Freude darüber erweckt, mehr über ihn zu erfahren. Rein ästhetische Schönheit ist nicht genug.“

„Mit dem Grundgedanken der Improvisation, versuche ich sowohl mit Materialien als auch mit Oberflächen zu arbeiten. Ich mag es nicht, immer wieder das Gleiche zu machen oder Dinge auf die gleiche Art und Weise durchzuführen.“

## Projekte

### Mural Global
Im Rahmen von Mural Global, ein weltweites Wandmalprojekt zur Agenda 21, realisierte Herbert Baglione im Jahr 2001, gemeinsam mit den brasilianischen Graffiti-Künstlern Os Gêmeos, Vitché und Nina Pandolfo sowie mit den deutschen Graffiti-Künstlern DAIM, Loomit, Codeak und Tasek, ein 300 m² großes Wandbild in São Paulo. Das Wandbild liegt unter einem Viadukt des Beneficência-Portuguesa-Krankenhauses auf der Avenida 23 de Maio und beinhaltet das Thema Luft, Erde, Wasser und Feuer. 80 Wandbilder sind bisher im Rahmen des Wandmalprojektes Mural Global entstanden. Eine Initiative von Farbfieber e.V. Düsseldorf, unter Schirmherrschaft der UNESCO. Das Projekt wurde mit dem Innovationspreis Soziokultur 2002 des Fonds Soziokultur ausgezeichnet.

## Ausstellungen
- 1994: Mostra Paulista de Graffiti, Museum MIS, São Paulo, Brasilien
- 1994: Um minuto de silencio, Funart, São Paulo, Brasilien
- 1999: Noticias Populares Newspaper, Museum MIS, São Paulo, Brasilien
- 1998: Reflection of Paint under States of Madness, da Marquesa de Santos Gallery, São Paulo, Brasilien
- 2001: Rede de Tensão, Bienal 50 anos, São Paulo, Brasilien
- 2001: Streets of São Paulo, 222 Gallery, Philadelphia, USA
- 2002: Urban Discipline 2002, Bavaria-Hallen, St. Pauli, Hamburg.[6]
- Vossia, Fifty 24 SF Gallery, San Francisco, USA.[7]
- 2007: Wakin Up Nights, de Pury & Luxembourg, Zürich, Schweiz.[8][9]
- 2007: Still on and non the wiser, Von der Heydt-Museum, Kunsthalle Barmen, Wuppertal.[10]
- 2008: fresh air smells funny, Kunsthalle Dominikanerkirche, Osnabrück.[11][12]
- 2008: Call it what you like! Collection Rik Reinking, KunstCentret Silkeborg Bad, Dänemark.[13][14]
- 2009: Urban-Art – Werke aus der Sammlung Reinking, Weserburg Museum für moderne Kunst, Bremen.[15][16]